# Eisenberg (Knüll)
Der Eisenberg ist mit 635,5 m ü. NHN der höchste Berg des Knüllgebirges (Knüll). Er liegt in den Gemeindegebieten von Neuenstein und Kirchheim im osthessischen Landkreis Hersfeld-Rotenburg. Auf dem Berg stehen der nicht zugängliche Aussichtsturm Borgmannturm und ein Fernmeldeturm.

## Geographie

### Lage
Der Eisenberg erhebt sich im südöstlichen Zentrum des Knüllgebirges – auf der Grenze der Gemeinden Neuenstein im Norden und Kirchheim im Süden. Sein Gipfel liegt 2 km südsüdöstlich von Salzberg, 3,1 km südsüdwestlich von Raboldshausen, 4,3 km südwestlich von Saasen, 4,9 km südwestlich von Aua und 5,8 km westsüdwestlich von Obergeis, fünf Ortsteilen von Neuenstein, und 3,7 km nordwestlich von Rotterterode und 2 km nördlich von Willingshain, zwei Ortsteilen von Kirchheim, sowie 3,6 km nordöstlich von Friedigerode, einem Ortsteil von Oberaula.
Südwestlicher Nachbar des Eisenbergs ist der Nöll (492 m), nordöstlicher der Holsteinkopf (580 m). Nördlich des Berges fließt durch die vorgenannten Neuensteiner Dörfer der Geisbach. Auf dem Südhang seiner östlichen Nebenkuppe Krötenkuppe (581,2 m) entspringt der Kisselbach, ein Zufluss der südlich des Berges durch das Gemeindegebiet von Kirchheim verlaufenden Aula. Beide, der Geisbach und die Aula, münden in die Fulda, die durch das 13,5 km ostsüdöstlich des Berges liegende Bad Hersfeld (größte Stadt in Bergnähe) fließt.

### Naturräumliche Zuordnung
Der Eisenberg gehört in der naturräumlichen Haupteinheitengruppe Osthessisches Bergland (Nr. 35) und in der Haupteinheit Knüll und Homberger Hochland (356) zur Untereinheit Hochknüll (356.2). Nach Süden, Osten und Norden fällt die Landschaft in die Untereinheit Östliches Knüllvorland (356.1) ab.

## Schutzgebiete
Auf dem Eisenberg liegt das Landschaftsschutzgebiet (LSG) Eisenberg (CDDA-Nr. 378440; 1970 ausgewiesen; 5,8236 km² groß), an das im Südwesten auf dem Übergangsbereich zum Nöll das LSG Hinterberger Wiesen (CDDA-Nr. 378479; 1972; 1,2353 km²) stößt. Auf den Berg reichen auch Teile des Vogelschutzgebiets Knüll (VSG-Nr. 5022-401; 269,5731 km²). Auf dem unteren Teil des Nordwesthangs liegt das Naturschutzgebiet Hirtenwiese am Eisenberg (CDDA-Nr. 163700; 1993; 9,29 ha).

## Türme, Gasthof und Wanderheim

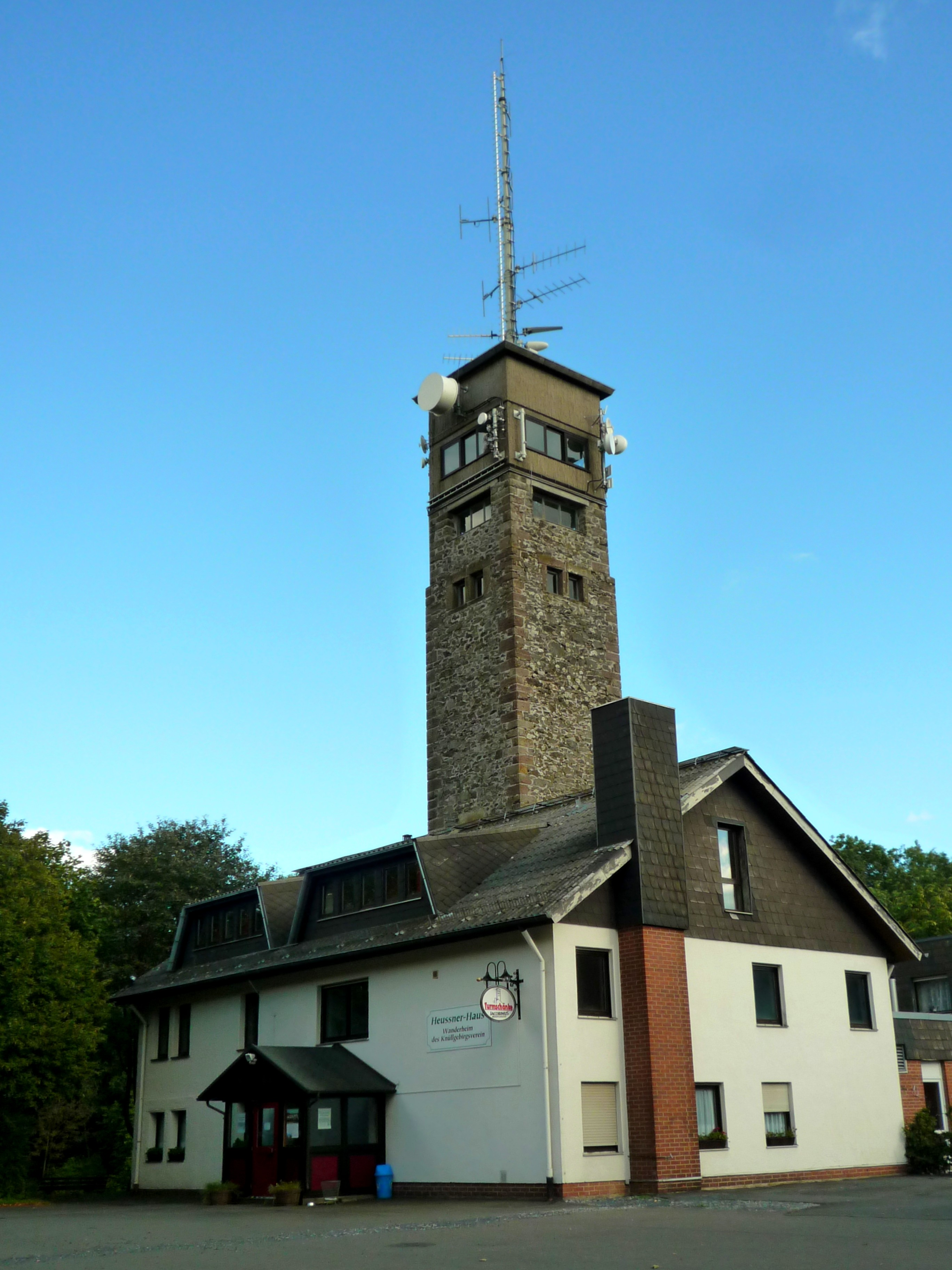
Heussner-Haus mit Borgmannturm

### Borgmannturm
Auf dem Eisenberg gab es bereits von 1894 bis 1906 einen 18 m hohen Aussichtsturm aus Holz. Das aktuelle Bauwerk ist der 26 m (nach anderen Quellen  24 m) hohe Borgmannturm, ein 1913 vom Knüllgebirgsverein errichteter, gemauerter Aussichtsturm. Er ist nach dem Forstmeister Hugo Borgmann (1841–1906) benannt, dem Gründer des Knüllgebirgsvereins. Im Turm führt eine Treppe mit insgesamt 113 Stufen über eine Zwischenebene zu den beiden Aussichtsebenen auf 19,6 m und 22 m Höhe, die jeweils mit vier 3-teiligen Glasfenstern versehen sind. Von der oberen Aussichtsplattform, an deren Fenstern Orientierungstafeln angebracht sind, fällt der Blick insbesondere über die bewaldeten Berge und Täler des Knülls. In größerer Entfernung sind unter anderem zu erkennen – im Uhrzeigersinn beginnend im Norden: Hoher Habichtswald, Reinhardswald, Kaufunger Wald, Hoher Meißner, Thüringer Wald, Rhön, Vogelsberg, Taunus, Westerwald, Rothaargebirge und Kellerwald.
Am Kopf und auf dem Dach des Turms sind verschiedene Antennen angebracht.
An den Borgmannturm angegliedert sind ein Berggasthof mit Hotelbetrieb und das Wanderheim Heussner-Haus des Knüllgebirgsvereins.

### Fernmeldeturm

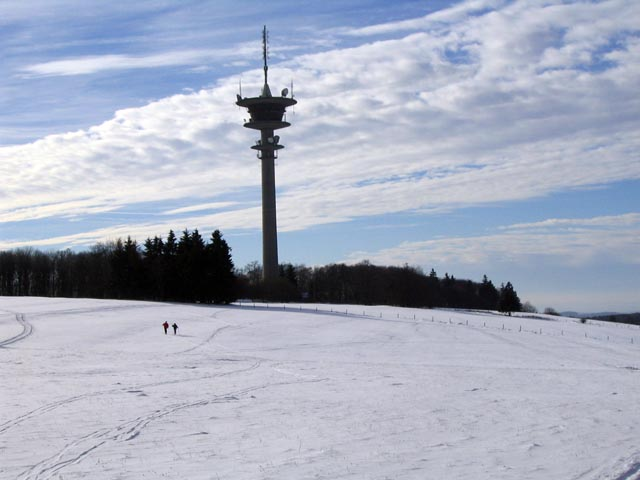
Fernmeldeturm im Winter 2004

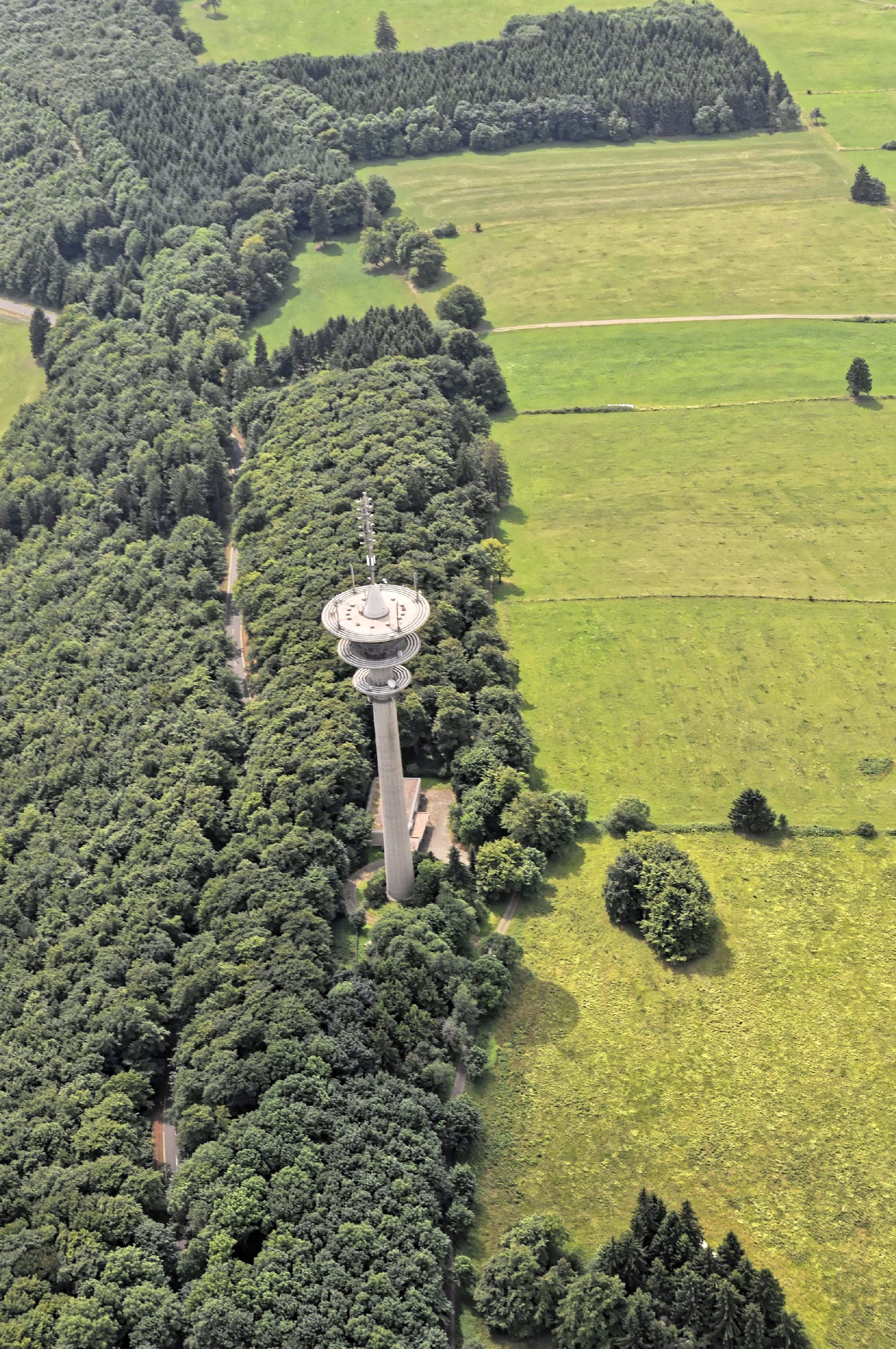
Fernmeldeturm aus der Luft

Etwa 340 m westsüdwestlich des Borgmannturms steht auf etwa 629 m Höhe der 115 m hohe Fernmeldeturm Eisenberg (⊙) der Deutschen Telekom AG, der in Stahlbetonbauweise als Typenturm FMT 5 errichtet wurde.
Der Turm dient neben dem Richtfunk und dem nichtöffentlichen Landfunk auch zur Versorgung der Region Osthessen mit dem Programm von Planet Radio auf der UKW-Frequenz 100,3 MHz mit 50 kW ERP. Bis 2005 wurde diese Frequenz von Hit Radio FFH genutzt.

## Gedenksteine und Opferstein
Auf der Gipfelregion des Eisenbergs befinden sich nahe dem Borgmannturm die Gedenksteine für Joseph von Eichendorff und Friedrich Ludwig Jahn und etwas südlich davon der Dreikreisstein Dreimärker. Auf dem Südwesthang befindet sich der Opferstein des Eisenbergs.

## Verkehr, Sport und Wandern
Über den Eisenberg führt die Kreisstraße 34; sie verläuft von Raboldshausen im Norden über die Gipfelregion und dann durch Willingshain nach Gersdorf im Süden. Auf dem Berg werden im Winter Loipen gespurt, es gibt eine Rodelbahn und einen Skilift mit -piste. Auf dem Südwesthang liegt das Feriendorf Eisenberg. Über den Berg führen die vier langen Wanderwege Borgmannweg, Burgenweg und Lulluspfad sowie die drei kurzen Wanderwege Eisenbergweg, Eisenberg-Panoramaweg und Wanderweg Oberaula 3; auf dem Übergangsbereich zum Holsteinkopf verläuft der Archäologische Wanderweg am Eisenberg.